# Dames de teatre
 Dames de teatre  (original: Stage Door) és una pel·lícula estatunidenca dirigida per Gregory La Cava, estrenada el 1937 i doblada al català.

## Argument
La història d'una jove principiant que somia esdevenir una gran artista.

## Repartiment
- Katharine Hepburn: Terry Randall
- Ginger Rogers: Jean Maitland
- Adolphe Menjou: Anthony Powell
- Gail Patrick: Linda Shaw
- Constance Collier: Catherine Luther
- Andrea Leeds: Kaye Hamilton
- Samuel S. Hinds: Henry Sims
- Lucille Ball: Judy Canfield
- Franklin Pangborn: Harcourt
- Elizabeth Dunne: Sra. Orcutt
- Frank Reicher: Escenògraf
- Jack Carson: Milbank
- Eve Arden: Eve
- Ann Miller: Annie
- Katharine Alexander, Mary Forbes, Ralph Forbes, Huntley Gordon: Actors de l'obra teatral
- Hillary Brooke (no surt als crèdits): La fotògrafa de Mrs. Powell

## Nominacions
- 1938. Oscar al millor director per Gregory La Cava
- 1938. Oscar a la millor actriu secundària per Andrea Leeds
- 1938. Oscar al millor guió adaptat per Morrie Ryskind i Anthony Veiller

## Crítica
En un to de comèdia que es va enfosquint fins al drama, té lloc aquesta excel·lent pel·lícula d'àgil i brillant narrativa que compta amb memorables actuacions de Katharine Hepburn, Ginger Rogers, Andrea Leeds i en general tot el repartiment femení.

## Galeria

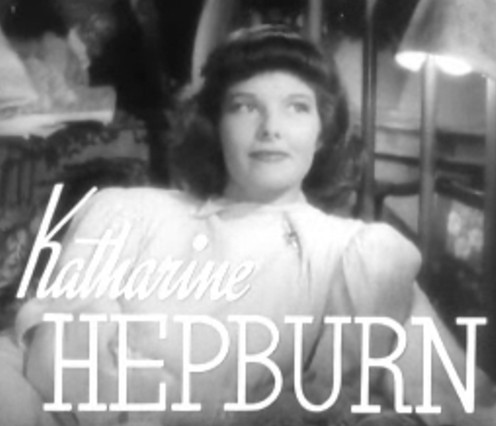
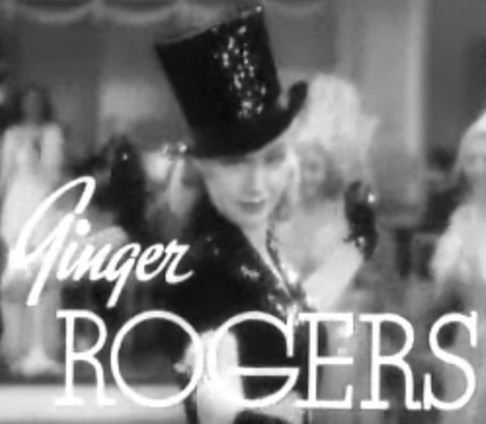
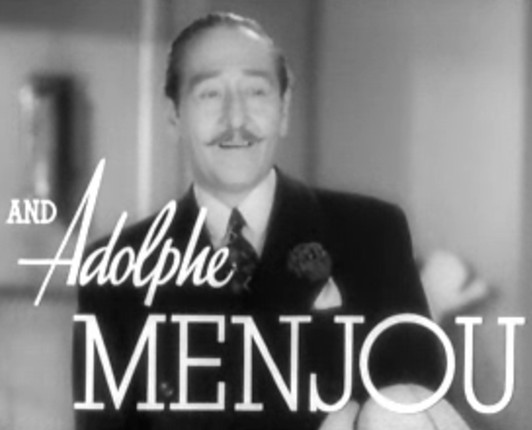
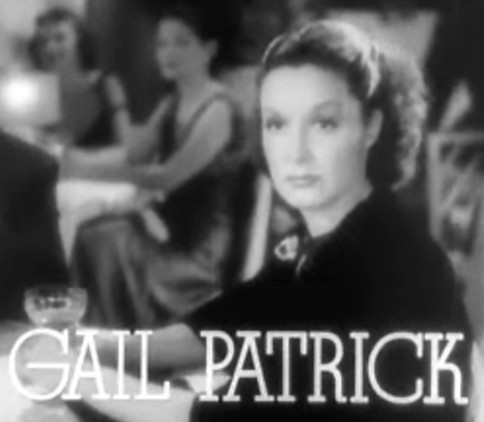
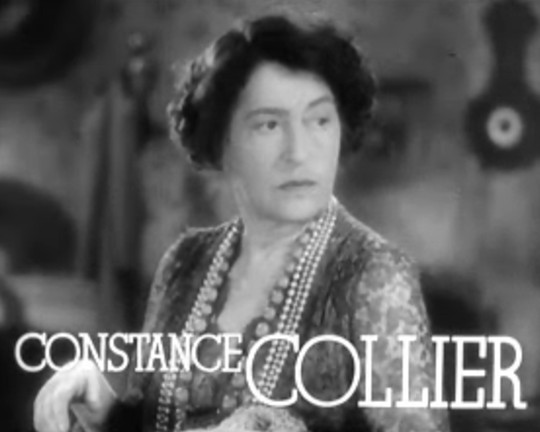
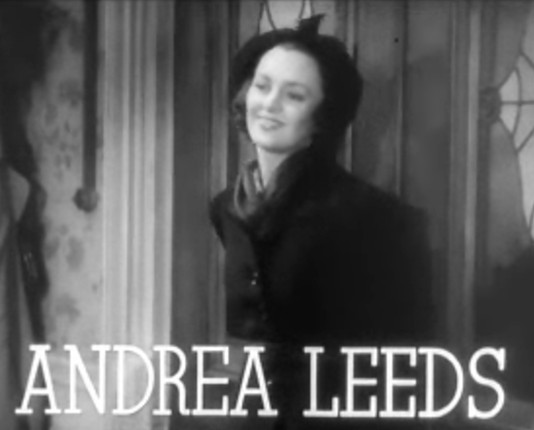
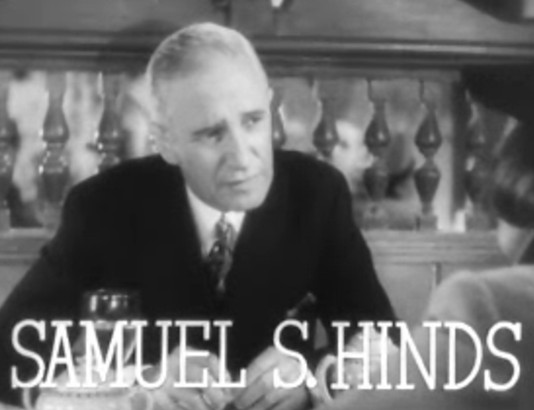
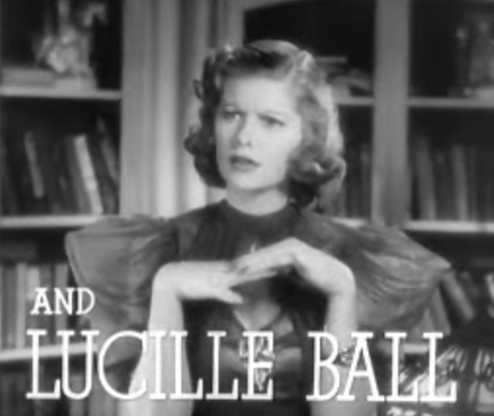